# Ramesh Krishnan
Ramesh Krishnan (ur. 5 czerwca 1961 w Ćennaju) – hinduski tenisista, reprezentant kraju w Pucharze Davisa, olimpijczyk z Barcelony (1992).

## Życie prywatne
Jest synem Ramanathana Krishnana, w 1959 nr 3. w rankingu tenisowym. W roku 1981 został laureatem nagrody Arjuna Award. W 1995 otworzył wspólnie z ojcem Krishnan Tennis Centre. W 1998 został odznaczony orderem Padma Shri za osiągnięcia w tenisie.

## Kariera tenisowa
W 1979 został mistrzem French Open i Wimbledonu w grze pojedynczej chłopców, a także został liderem klasyfikacji juniorów.
Zawodowym tenisistą był w latach 1978–1993.
Krishnan osiągnął w grze pojedynczej dwanaście finałów rangi ATP World Tour, wygrywając osiem z nich. W grze podwójnej triumfował w jednym turnieju ATP World Tour.
Przez całą karierę reprezentował Indie w Pucharze Davisa notując bilans dwudziestu dziewięciu zwycięstw i dwudziestu jeden porażek. W 1978 przyczynił się do awansu Indii do finału zawodów, w których ostatecznie triumfowała Szwecja.
W 1992 zagrał na igrzyskach olimpijskich w Barcelonie odpadając w pierwszej rundzie gry pojedynczej i ćwierćfinale gry podwójnej. Partnerem deblowym Krishnana był Leander Paes.
W rankingu gry pojedynczej najwyżej był na 23. miejscu (28 stycznia 1985), a w klasyfikacji gry podwójnej na 114. pozycji (14 września 1987).
Po zakończeniu kariery pracował jako kapitan reprezentacji Indii w Pucharze Davisa.